# Symphyopappus
Symphyopappus es un género de plantas perteneciente a la familia Asteraceae. Comprende 22 especies descritas y de estas, solo 5 aceptadas.  Es originario de Sudamérica.

## Descripción
Las plantas de este género sólo tienen disco (sin rayos florales) y los pétalos son de color blanco, ligeramente amarillento blanco, rosa o morado (nunca de un completo color amarillo).

## Taxonomía
El género fue descrito por Porphir Kiril Nicolai Stepanowitsch Turczaninow y publicado en Bulletin de la Société Impériale des Naturalistes de Moscou 21(1): 583. 1848.

## Especies aceptadas
A continuación se brinda un listado de las especies del género Symphyopappus aceptadas hasta junio de 2012, ordenadas alfabéticamente. Para cada una se indica el nombre binomial seguido del autor, abreviado según las convenciones y usos.
- Symphyopappus apurimacensis H.Rob.
- Symphyopappus decussatus Turcz.
- Symphyopappus myricifolius B.L.Rob.
- Symphyopappus reitzii (Cabrera) R.M.King & H.Rob.
- Symphyopappus reticulatus Baker